# Sound and Shadows
Sound and Shadows est un album du guitariste américain Ralph Towner, paru en 1977 sur le label Edition of Contemporary Music. C'est un disque en quartet avec Jan Garbarek au saxophone ténor et soprano, Ralph Towner aux guitares, et piano, Eberhard Weber à la contrebasse, et Jon Christensen à la batterie.
L'album a été enregistré en février 1977 au Talent Studio, Oslo, par Jan Erik Kongshaug

## Description
Le livret contient une photo de Ralph Towner, prise par le photographe italien Roberto Masotti.

### Musiciens
- Jan Garbarek - saxophone ténor, saxophone soprano, flûte
- Ralph Towner - guitare classique, guitare 12 cordes, piano
- Eberhard Weber - contrebasse, violoncelle
- Jon Christensen - batterie, percussions

### Titres
Toutes les compositions sont de Ralph Towner.
| No | Titre                                         | Durée |
| -- | --------------------------------------------- | ----- |
| 1. | Distant Hills (en mémoire de Charles Weidman) | 10:43 |
| 2. | Balance Beam                                  | 10:37 |
| 3. | Along the Way                                 | 5:10  |
| 4. | Arion                                         | 8:40  |
| 5. | Songs of the Shadows                          | 9:25  |